# Dixieland
Dixieland – styl w muzyce jazzowej, określany czasem jako Hot jazz, Early jazz (wczesny jazz). Powstał w Nowym Orleanie na początku XX w., skąd został przeniesiony do Chicago i Nowego Jorku przez zespoły nowoorleańskie w drugiej dekadzie XX w. Najsłynniejsze standardy dixielandowe to When the Saints Go Marching In i Basin Street Blues.
W skład zespołu dixielandowego wchodzi: front line – trąbka (albo kornet), puzon, klarnet oraz sekcja rytmiczna, na którą składają się co najmniej dwa z instrumentów: gitara lub banjo, kontrabas, tuba, fortepian, perkusja. Typowe brzmienie jest uzyskiwane, gdy jeden z instrumentów (zazwyczaj trąbka) odtwarza melodię, rozpoznawalną frazę lub jej wariacje, natomiast pozostałe instrumenty front line improwizują na ten sam temat. Brzmienie powstające w ten sposób jest bardziej polifoniczne niż to uzyskiwane przez big bandy, lub zespoły bebop.
Najsłynniejszym artystą związanym ze stylem dixieland jest pochodzący z Nowego Orleanu Louis Armstrong, który jednak działał również w wielu innych gatunkach jazzu.
Zespołem, który przez całą swoją karierę grał muzykę dixieland to Original Dixieland Jazz Band (również jako Original Dixieland Jass Band), działający w latach 1916/1917-1925, a później 1936–1938.
Schyłek popularności muzyki dixielandowej związany jest z nadejściem ery swingu w latach 30. XX wieku. Cały czas jednak jest wykonywana przez, często amatorskie, zespoły jazzu tradycyjnego, głównie ze Stanów Zjednoczonych.